# Кіракосян Алексан Матевосович
Алексан Матевосович Кіракосян (18 серпня 1918, село Айгабац Александропольського повіту Еріванської губернії, тепер Вірменія — 9 січня 2007, місто Єреван, Вірменія) — вірменський радянський діяч, 1-й заступник голови Ради міністрів Вірменської РСР. Депутат Верховної ради Вірменської РСР 4—11-го скликань. Депутат Верховної ради СРСР 10-го скликання.

## Життєпис
Навчався у Вірменському педагогічному інституті.
З 1936 року працював вчителем, директором школи.
З 1940 по 1945 рік — в Червоній армії, учасник німецько-радянської війни. У 1942 році закінчив Військово-політичне училище імені Леніна.
Член ВКП(б) з 1943 року.
У 1948 році закінчив Республіканську партійну школу при ЦК КП(б) Вірменії.
У 1948—1950 роках — голова виконавчого комітету Анійської районної ради депутатів трудящих Вірменської РСР.
У 1952—1957 роках — 1-й секретар Гукасянського районного комітету КП Вірменії.
У 1957—1958 роках — заступник завідувача відділу ЦК КП Вірменії.
У 1958—1961 роках — 1-й секретар Октемберянського районного комітету КП Вірменії.
У 1961—1962 роках — завідувач відділу партійних органів ЦК КП Вірменії.
У 1962—1965 роках — завідувач відділу сільського господарства ЦК КП Вірменії.
24 грудня 1962 — 27 листопада 1964 року — заступник голови Бюро ЦК КП Вірменії із керівництва сільським господарством.
15 жовтня 1965 — 3 грудня 1970 року — міністр м'ясної та молочної промисловості Вірменської РСР.
3 грудня 1970 — 21 лютого 1977 року — заступник голови Ради міністрів Вірменської РСР.
21 лютого 1977 — 9 січня 1986 року — 1-й заступник голови Ради міністрів Вірменської РСР.
З 1985 року — начальник Головного управління із охорони і використання пам'ятників історії і культури Вірменської РСР.
Потім — на пенсії в місті Єревані.
Помер 9 січня 2007 року в Єревані.

## Нагороди
- орден Жовтневої Революції
- орден Вітчизняної війни І ст. (1985)
- орден Вітчизняної війни ІІ ст.
- два ордени Трудового Червоного Прапора
- медалі
- Почесний громадянин міста Єревана (2001)